# Johannes Friese (Sammler)
Johannes Wilhelm Paul Christoph Friese (* 20. April 1839 in Rendsburg; † 1. März 1916 in Hannover) war ein deutscher Postbeamter und Altertümersammler.

## Leben und Wirken
Johannes Friese war ein Sohn des Sattlermeisters und Regierungspedells Georg Albert Friese und dessen Ehefrau Christine Henriette Flora, geborene Benthien. Über seine Bildung ist lediglich ein einjähriger Besuch der Tertia des Gymnasiums von Ratzeburg dokumentiert. Ab 1855 arbeitete er in Ratzeburg für den dänischen Postdienst. 1859 wurde er zum Bevollmächtigten des Postamts von Stege ernannt. 1864 arbeitete er für ein halbes Jahr als Postexpedient auf den Postdampfschiffen, die zwischen Korsør und Nyborg verkehrten.
Anfang 1865 ging Friese wieder nach Ratzeburg. Anfang Oktober erhielt er eine Stelle als überzähliger Hilfsarbeiter beim Postamt der preußischen Post. Am 1. Oktober 1868 heiratete er Luise Catharina Hennings (* 20. Januar 1841; † 11. Februar 1873), deren Vater ein Hamburger Ober-Postkommissar war. Das Ehepaar hatte einen Sohn.
Friese wurde danach wiederholt befördert und versetzt. 1866 bis 1868 arbeitete er in Lauenburg. Im Oktober 1875 wechselte er in das Postamt von Benfeld, Elsaß. Anfang 1876 wurde er dort zum Postmeister befördert. Im Oktober 1883 ging er erneut nach Lauenburg. Im November 1902 ging er aufgrund gesundheitlicher Probleme in den Ruhestand. Dabei wurde er zum Rechnungsrat ernannt. Sein Wohnhaus war in der Elbstraße 10.

## Sammeltätigkeit
Seit dem Aufenthalt in Stege sammelte Friese vorgeschichtliche Fundstücke, insbesondere Waffen und Werkzeuge aus Stein. Dazu soll ihn sein Freund Carl Aldenhoven angeregt haben. Ab der Zeit in Lauenburg sammelte er umfangreicher in der Stadt und im Herzogtum Lauenburg. Dabei bewahrte er sämtliche Dinge auf, die historisch oder antiquarische von Bedeutung sein konnten. Hierzu gehörten die wenigen Überreste der 1689 ausgestorbenen Askanier, regionale Töpferwaren, Geräte aus, Zunftgeschirr, Schmuck, Trachten, wertvolle Möbel und Gläser. Hinzu kamen alte Stadtbücher Lauenburgs, kostbare Bibeln und Gesangsbücher, Porträtkupferstiche und eine bedeutende Münzsammlung.
Friese deponierte seine Fundstücke anfangs im Posthaus, danach im Elbzollhaus. Ein dänischer Journalist berichtete 1912, dass es sich um eine der größten Privatsammlungen Nordeuropas handele. Nach Frieses Tod kaufte die Stadt 1917 die Fundstücke. Diese „Friese’sche Sammlung“ stellte die Grundlage für ein Heimatmuseum dar, das 1927 eröffnet wurde und später als Elbschifffahrtsmuseum fortgeführt wurde.
Friese besuchte Bibliotheken und Archive im In- und Ausland. Dabei schuf er zahlreiche Exzerpte aus Quellen und Literatur über die Geschichte Lauenburgs. Diese unterschiedlich wertvollen Dokumente wurden gemeinsam mit seiner Sammlung archiviert.
Während seiner Zeit im Elsass sammelte Friese insbesondere römische Münzen und Ausgrabungsfunde. Seine Sammlung hatte zu seinen Lebzeiten zahlreiche Besucher, darunter Otto von Bismarck. Aufgrund seiner Sammeltätigkeiten lernte er Heinrich Schliemann kennen. Laut Erzählungen der Familie soll Friese im Herbst 1886 eine Orientreise unternommen und dabei Schliemann getroffen haben, der an den Ausgrabungen von Troja arbeitete.
Für seine Bemühungen erhielt Friese 1899 den Roten Adlerorden 4. Klasse.